# Bandera de la Sentiu de Sió
La bandera oficial de la Sentiu de Sió té la descripció següent:
| « | Bandera apaïsada, de proporcions dos d'alt per tres de llarg, blanca, amb el mont de l'escut convertit en un triangle verd clar, la base del qual se situa al llarg de la vora inferior del drap, amb un angle a la vora de l'asta, l'altre a la vora del vol i el vèrtex superior convergint en el punt central del drap, carregat amb la colobra negra de l'escut posada en pal i lampassada de vermell, d'alçada 1/5 part de la llargària del drap; i amb l'ermita negra oberta de l'escut, d'alçada 1/2 de l'alçària del drap i d'amplada 1/5 part de la llargària del mateix drap, sobreposada sobre el vèrtex superior del triangle. | » |

## Història
Fou aprovada per la Generalitat el 21 de març de 2022 i publicada al DOGC el 25 de març amb el número 8634.